# 玛丽安杰拉·佩鲁帕托
玛丽安杰拉·佩鲁帕托（義大利語：Mariangela Perrupato，1988年9月15日—），意大利女子花样游泳运动员，2015年世界游泳锦标赛混合双人自由自选铜牌得主、2017年世界游泳锦标赛混合双人自由自选银牌得主。